# کندانسور سنکرون

منحنی‌های وی یک ماشین سنکرون. یک کندانسور سنکرون تقریباً با توان حقیقی صفر کار می‌کند. زمانی که ماشین از حالت زیر تحریک به فوق تحریک می‌رود، جریان استاتور از مقدار کمینهٔ خود گذر می‌کند.

در مهندسی برق به ماشین سنکرونی که در حالت بی‌بار استفاده شود کندانسور سنکرون می‌گویند که با تغییر جریان تحریک، ماشین می‌تواند مانند یک سلف یا خازن عمل کند. کندانسورهای سنکرون برای تنظیم ولتاژ انتهای خطوط انتقال مورد استفاده قرار می‌گیرند.
در موتورهای سنکرون می‌توان ضریب توان موتور را با تنظیم جریان تحریک {\displaystyle I_{f}} در آن‌ها کنترل نمود.
به حالتی که ماشین در وضعیت پس‌فاز کار می‌کند زیر تحریک، به حالتی که ضریب توان یک باشد تحریک نرمال یا تحریک عادی، و به حالتی که ماشین در وضعیت پیش‌فاز کار کند فوق تحریک گفته می‌شود. در حالت زیر تحریک (پس‌فاز) موتور توان اکتیو و راکتیو مصرف می‌کند. در حالت فوق تحریک (پیش‌فاز) موتور توان اکتیو مصرف و توان راکتیو تولید می‌کند. در تحریک نرمال موتور تنها توان اکتیو مصرف می‌کند.
منحنی تغییرات جریان استاتور ماشین سنکرون بر حسب جریان تحریک آن Vشکل است و به همین سبب به آن منحنی وی گفته می‌شود. در مقابل، منحنی تغییرات ضریب توان بر حسب جریان تحریک به منحنی ویِ وارونه معروف است.